# Emly Bank
Der Emly Bank ist ein Hügel der Moorfoot Hills. Er liegt nahe dem Westrand der Hügelkette. Über seine 605 m hohe Kuppe verläuft die Grenze zwischen den schottischen Council Areas Scottish Borders im Süden und Midlothian im Norden.

## Beschreibung
Der Emly Bank erhebt sich rund fünf Kilometer östlich von Eddleston und acht Kilometer nordöstlich von Peebles. Seine Nordflanke ist verhältnismäßig steil. Die Scharte zwischen Emly Bank und dem rund 700 Meter südwestlich gelegenen Bowbeat Hill weist hingegen eine Höhe von lediglich zwölf Metern auf. Die Südwestflanke des Emly Bank ist bewaldet.
Die östlichsten Anlagen des Windparks Bowbeat befinden sich auf dem Emly Bank. Die 24 Windkraftanlagen des Typs Nordex N60 wurden 2002 installiert. Sie weisen Höhen von 50 Metern auf. Der Radius ihrer Rotorblätter beträgt 30 Meter. Die Nennleistung der Gesamtanlage liegt bei 30,2 MW.
In die Scharte zwischen Emly Bank und Bowbeat Hill stürzte am 30. Juli 1941 ein Bomber des Typs Bristol Blenheim Mk IV, der sich auf einem Überführungsflug nach Dumfries befand. Der Pilot kam bei dem Absturz ums Leben und wurde in Dumfries bestattet. Am 21. November 1960 stürzte eine Gloster Javelin auf einem Trainingsflug von der RAF Leuchars kommend am Emly Bank ab. Verstreute Wrackteile befinden sich bis heute an der Absturzstelle. Beide Insassen kamen ums Leben.

## Umgebung
Den Emly Bank umgeben der Blackhope Scar im Osten, der Totto Hill im Südosten, der Bowbeat Hill im Südwesten und der Dundreich im Nordwesten. An den Hängen des Emly entspringen zwei Bäche. Sie fließen in nördlicher Richtung ab und zählen zu den Quellbächen des South Esk, der vor den Moorfoot Hills zum Gladhouse Reservoir aufgestaut ist. Der den Hügel entlang der Südflanke passierende Long Grain entwässert hingegen über das Leithen Water und den Tweed in die Nordsee.